# 岩村康弘
岩村 康弘（いわむら やすひろ、1961年 - ）は、凝縮系核科学（常温核融合）の研究者。三菱重工業横浜研究所先進プロジェクトグループグループ長を経て、現在東北大学電子光理学研究センター特任教授。2025年4月から横浜市立大学大学院　生命ナノシステム科学研究科 客員教授として凝縮系核科学の研究を継続。
福岡市生まれ。東京大学工学部原子力工学科卒業、同大学院工学系研究科博士課程修了。三菱重工業に入社、元素変換などに関する研究を行う。1991年3月、英語論文「電気ポテンシャル法に基づいた欠陥形状の逆解析」で工学博士号取得。2004年、凝縮系核科学国際学会からジュリアーノ・プレパラータ・メダルを受賞。